# 杨仕泽
杨仕泽（1992年—），中国内地男演员，果然娱乐签约艺人。
2017年，杨仕泽出演个人首部电视剧《面具》，从而正式进入演艺圈；同年，主演刑侦悬疑剧《晨阳》，饰演男一号郭阳。2018年，其主演的喜剧电影《王者进化论》上映。2019年，主演空军热血青春献礼剧《飞行少年》，饰演空军青少年航空学校学员高松；同年，主演古装武侠爱情轻喜剧《恋恋江湖》，饰演男主角宫远修。2020年，主演都市爱情剧《恋恋小酒窝》，饰演何侨笙。2021年，主演当代都市剧《月光变奏曲》，饰演江与诚。2023年2月，出演古装剧 《九霄寒夜暖》，饰演大皇子文婴。2024年4月20日，参演的电视剧《朝雪录》开机；4月28日，特邀主演的电视剧《榜上佳婿》开机。5月23日，出演的古装仙侠剧《狐妖小红娘·月红篇》播出。5月25日，参加综艺节目《你好星期六》。11月1日，参演的电视剧《永夜星河》播出，饰演柳拂衣。

## 影视作品

### 电视剧
| 播映年份 | 剧名             | 角色   | 备注                                                      |
| -------- | ---------------- | ------ | --------------------------------------------------------- |
| 2019年   | 晨阳             | 郭阳   |                                                           |
| 2019年   | 飞行少年         | 高松   |                                                           |
| 2019年   | 恋恋江湖         | 宫远修 | 网络剧                                                    |
| 2020年   | 地球脸红了       | 苗宇   | 网络剧                                                    |
| 2021年   | 恋恋小酒窝       | 何侨笙 | 网络剧                                                    |
| 2021年   | 月光变奏曲       | 江与诚 |                                                           |
| 2022年   | 買定離手我愛你   | 趙沫遠 | 2018年拍攝，原男主翟天臨， 以「AI換臉」技術改為楊仕澤出演 |
| 2023年   | 九霄寒夜暖       | 文婴   | 网络剧，客串                                              |
| 2023年   | 對你不只是喜歡   | 陆之行 | 网络剧                                                    |
| 2024年   | 狐妖小红娘月红篇 | 石宽   | 网络剧                                                    |
| 2024年   | 永夜星河         | 柳拂衣 | 网络剧                                                    |
| 2025年   | 榜上佳婿         | 瑞王   |                                                           |
| 2025年   | 朝雪录           | 燕泽   | 网络剧                                                    |
| 待播     | 水龙吟           | 普珠   |                                                           |
| 待播     | 夜旅人           | 盛秋实 | 网络剧                                                    |
| 待播     | 古乐风华录       |        |                                                           |
| 待播     | 月明千里         | 李仲虔 | 网络剧                                                    |